# Stor-Svälttjärnen
Stor-Svälttjärnen är en sjö i Vindelns kommun i Västerbotten och ingår i Umeälvens huvudavrinningsområde. Sjöns area är 0,017 kvadratkilometer och den befinner sig 270 meter över havet.